# Mohammed Mourhit
Mohammed Mourhit (* 10. Oktober 1970 in Khouribga) ist ein belgischer Langstreckenläufer marokkanischer Herkunft.
Bei den marokkanischen Landesmeisterschaften gewann er 1992 und 1995 im 1500-Meter-Lauf und 1993 im 5000-Meter-Lauf.
1997 erhielt er aufgrund einer Ehe die belgische Staatsangehörigkeit und lief mit 1:00:18 h den aktuellen belgischen Landesrekord im Halbmarathon. Bei den Weltmeisterschaften 1999 in Sevilla wurde er Dritter im 5000-Meter-Lauf. Im selben Jahr stellte er mit 26:52,30 h einen Europarekord über 10.000 Meter auf.	
Im darauffolgenden Jahr folgten zwei Europarekorde über 3000 Meter (7:26,62 min) und 5000 Meter (12:49,71 min). Letzterer hatte bis am 10. Juni 2021 Bestand. 2000 und 2001 holte Mourhit Gold bei den Crosslauf-Weltmeisterschaften.
2002 wurde er wegen Missbrauchs von Erythropoetin (EPO) mit einer dreijährigen Sperre belegt, die später um ein Jahr reduziert wurde. 